# Лумбрерас
Лумбрерас (ісп. Lumbreras) — муніципалітет в Іспанії, у складі автономної спільноти Ла-Ріоха. Населення — 164 осіб (2009).
Муніципалітет розташований на відстані близько 210 км на північний схід від Мадрида, 42 км на південь від Логроньйо.

## Демографія
Динаміка населення (INE ):

## Галерея зображень

Розташування муніципалітету
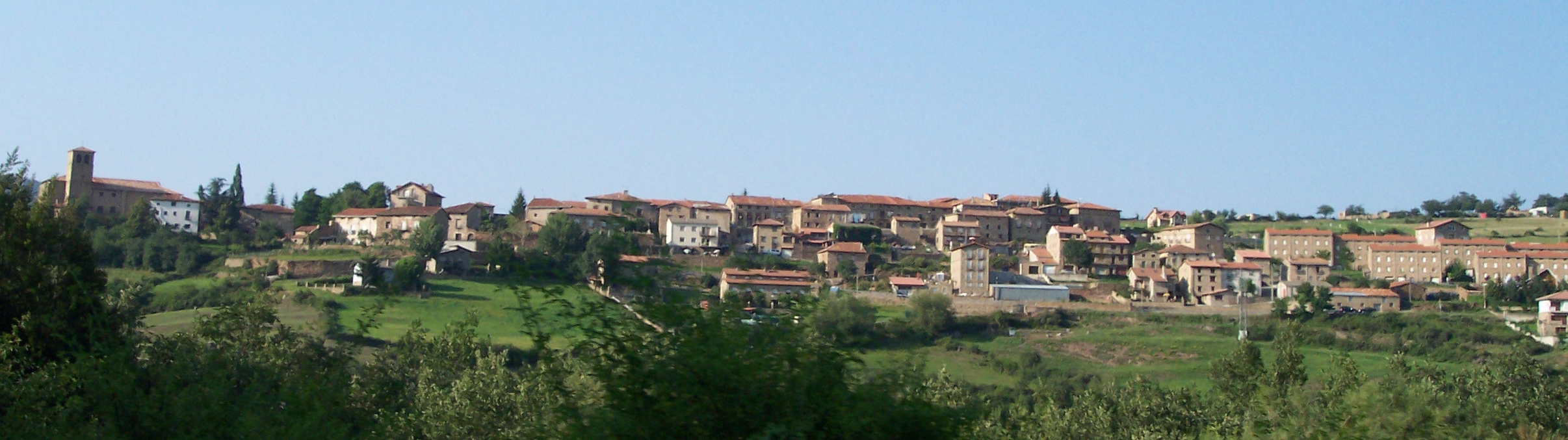
Лумбрерас